# 緊縛 縄の陶酔
『緊縛 縄の陶酔』（きんばく なわのとうすい）は、1985年に公開されたSMが主題の成人映画。

## 概要
本作は1985年7月に公開の、本編62分のカラーワイド作品。映像製作は日本シネマで、配給は新東宝映画が担当した。また2007年4月には「密室凌辱18人」の題名で、DVDが発売されている。内容は不特定の女性を狙う暴行魔・清原の連続犯行を語り、やがてその流れの中で彼が出会った驚愕の性癖を持つ人妻・麻美との特別の不倫行為をクライマックスとするもの。なおDVDの題名から受ける印象とは異なり、実際の劇中には18人もの女性キャラクターは登場していない。

## ストーリー
関東圏で次々と若い女性をレイプした暴行魔・清原純一。彼は複数の女性からの被害届けによって、警察に逮捕される。だが年長者と若者の刑事コンビの尋問に対し、現在2件しか被害届けが出ていない彼は、実はすでに18人もの女性を毒牙に掛けているのだと自分から語った。記憶の中の魅力的な被害者たちへの犯行の経緯を、いかにも思い出深げに楽しそうに語る清原。だがそんな彼がたまたま狙った女性・池田麻美は、中でも特別な女性だった。
平凡そうな人妻の麻美は、白昼いきなり自宅に上がりこんできた清原に襲われ、白いパンティ一枚の姿にされた。そしてそのまま自宅の居間で、掃除機のホースに手首足首を左右に割り開かれた恰好で括られ、羽箒でくすぐられたのち、バイブと清原自身の肉体で犯された。さらに素っ裸にされて後ろ手縛りに緊縛され、両の乳首に洗濯ばさみを付けられた麻美は、居間の絨毯に敷かれたビニールの上で、蝋燭責めを受けて悶え苦しんだ。
しかしそんな清原の一連の行為は、実は何年も前に別の男性から強姦された経験をもつ麻美の体にひそむ、ある特別な性癖に火を付けてしまった。昼下がりの公園で何気ない世間話を装いながら、秘密の過去を清原に告白した麻美は、今度はどのようにいじめてくれるのかと甘えた声で尋ねてきた。清原は貞淑そうな人妻からの意外な反応に驚きつつも、彼女の懇願に応じる。そして次のデートでは、池田家の居間の革椅子に丸裸の麻美を縛り付けて、裸体の正面を鞭打ちする。さらにはぶらさがり健康器上部の鉄パイプに麻美の両足首を縄で縛りつけ、きびしい逆さ吊りのポーズにしてから、美しい裸身のあちこちにくすぐり責めを施した。家人の留守中に淫らなよがり声を上げ、「もっと、もっと、いじめて……」と清原に哀願する丸裸の人妻。彼女は同じ恰好のまま、バイブと特別な体位で清原に愛された。清原は「身悶える麻美に自分のような男に出会えて幸福だったな」と嘯く。
そんな異常な情事の日々から一年が経過した現在、刑事たちは清原再逮捕のため、麻美が被害届けを出す意志があるかどうか確認しようと池田家の呼び鈴を押した。だが同家の奥からは、清原という男なんか知りません、お帰りくださいという、なぜか声をふるわせた女性からの短い返事が返ってくるだけだった。

## 登場人物
・清原純一（きよはら　じゅんいち）
本作の主人公格で、連続女性暴行犯。女性をレイプするのが生きがいの20〜30代の男。黒いロープを使って女性の自由を強引に奪うなどの卑劣な手段で20人近くの女性に暴行してきたが、その中から被害届けを出されたのは2人のみ。そんな事実に対し、彼は被害者の女性の方も大半が自分に犯されて喜悦したのだとうそぶく。そして同時に、女性の肉体に普遍的にひそむと彼が信じる性への渇望の念を痛感する。その結果、男性の踏み込めない部分へのむなしさとやりきれなさに似たものを感じている。
・池田麻美（いけだ　あさみ）
映画の物語の中で、清原が最後に肉体を交わらせた美人の若妻。両人の関係は、約一年前に生じた。見かけは貞淑そうな主婦だが、過去のある経験ゆえその肉体の奥に巣くっていたある特別な性癖を、清原との出会いで開花させる。清原との二回目以降の関係は、家族が留守中の昼間、麻美自身が彼を自宅に招き入れての秘密デートという形で行われた。そんな彼女は丸裸を実に恥ずかしい恰好で自宅の大きな黒い革椅子に緊縛され、その身を鞭で打たれた。また同じ姿のまま革の鞭で首を絞めるように責められ、さらに股座を相手の足でなぶられて悶え泣き、そして心から喜悦した。さらに階段の脇の廊下にて1980年代に流行した健康用の道具を用いて長々と逆さ吊りにされ、清原の思うままになぶられながら、さらなる責めを求めて悶えまくった。清原との情事の間は、完全なマゾ女として肉体を燃え立たせていた麻美だが、しかし関係が切れてしばらく経った一年目の現在、そんな過去の事実はまったく無かったように平凡な主婦を装う。そういった彼女の態度は清原の女性不信の念をさらに深め、事件に関わった刑事たちにも複雑な思いを抱かせるのだった。

## キャスト
- 清原純一：滝川昌良
- 池田麻美：早乙女宏美
- 女性A：姫川京子
- 女性B：相原ユミ
- 女性C：高橋樹里
- 刑事A：久須美欽一
- 刑事B：岡竜太郎
- 夫：山倉峻
- 若者：水戸康之

## スタッフ
- 企画：伊能竜
- 監督：新田栄
- 脚本：中良江
- 撮影：国立二郎
- 音楽：レインボーサウンド
- 照明：ライトハウス
- 編集：酒井正次